# Pierre Ramond
Pierre Ramond (* 31. Januar 1943 in Neuilly-sur-Seine) ist ein französischstämmiger US-amerikanischer theoretischer Physiker, der hauptsächlich über Stringtheorie und Quantenfeldtheorie  arbeitet.
Ramond begann ein Ingenieursstudium am Newark College of Engineering (heute New Jersey Institute of Technology, NJIT), wo er 1965 seinen Bachelor-Abschluss machte. Danach studierte er als NDEA-Fellow Physik an der Syracuse University, wo er 1969 promoviert wurde. Bis 1971 war er Postdoc am Fermilab und ab 1971 Instructor an der Yale University, wo er 1973 Assistant Professor wurde. Ab 1975 war er R.A.Millikan Senior Fellow am Caltech und dort ab 1979 Research Associate. 1980 wurde er Professor an der University of Florida in Gainesville, seit 1999 als Distinguished Professor. 2007 war er am Institute for Advanced Study.
Ramond entwickelte unabhängig von André Neveu und John Schwarz die erste Stringtheorie für Fermionen (NSR-String). Diese Theorie zeigte schon zweidimensionale („Weltflächen“-) Supersymmetrie (vorgeschlagen also vor Entdeckung der Supersymmetrie in 4-dimensionaler Raumzeit). Später beschäftigte er sich u. a. mit GUTs und den Mechanismen der Massenerzeugung von Elementarteilchen in GUTs. 1974 führte er das Kalb-Ramond-Feld (auch B-Feld genannt) als Verallgemeinerung des Vektorpotentials von Punktteilchen auf eine 2-Form in die Stringtheorie ein.
1985 war er Guggenheim Fellow. 1992 erhielt er den Boris Pregel Preis der New Yorker Akademie der Wissenschaften, 2004 erhielt er die Oskar Klein Medaille der königlich schwedischen Akademie der Wissenschaften und der Universität Stockholm und 2007 den Lise-Meitner-Preis der Universität Göteborg und des Chalmers Institute of Technology. Für 2015 wurde ihm der Dannie-Heineman-Preis für mathematische Physik zugesprochen, für 2020 die Dirac-Medaille des International Centre for Theoretical Physics (ICTP). 1996 bis 1998 war er Präsident des Aspen Center for Physics, in dessen Vorstand er ist. 1998 wurde er in die American Academy of Arts and Sciences gewählt.

## Schriften
- Field Theory – a modern Primer. Addison-Wesley, Frontiers in Physics, 1981, 2. Auflage, Westview Press 2001, ISBN 0-201-30450-3
- Journeys beyond the Standard Model. Perseus Books, 1999, ISBN 0-7382-0116-2
- Herausgeber mit Raymond Stora: Architecture of fundamental interactions at short distances. North Holland 1986
- Herausgeber mit P. Sikvie: Yukawa Couplings and the Origin of Mass. International Press 1996

## Verweise und Anmerkungen
1. ↑  Ramond: Dual theory of free fermions. In: Physical Review D. Band 3, 1971, S. 2415
2. ↑  1971 durch die Russen Golfand und Likthman und später durch Julius Wess und Bruno Zumino 1974
3. ↑  Michael Kalb, Pierre Ramond: Classical direct interstring action, Phys. Rev. D 9, 1974, S. 2273–2284

| Personendaten    | Personendaten              |
| ---------------- | -------------------------- |
| NAME             | Ramond, Pierre             |
| KURZBESCHREIBUNG | US-amerikanischer Physiker |
| GEBURTSDATUM     | 31. Januar 1943            |
| GEBURTSORT       | Neuilly-sur-Seine          |